# 251485 Bois-d'Amont
251485 Bois-d'Amont este o planetă minoră (asteroid) din centura de asteroizi. A fost descoperită pe 2 martie 2008 la  de Peter Kocher și a fost numită după Bois-d’Amont⁠(d). 
Obiectul prezintă o orbită caracterizată de o semiaxă mare de 2,7003358957704 UAi, o excentricitate de 0,044181910140013, o înclinație de 6,2057848101901 ° în raport cu ecliptica.